# Brouains
Brouains – miejscowość i gmina we Francji, w regionie Normandia, w departamencie Manche.
Według danych na rok 1990 gminę zamieszkiwały 242 osoby, a gęstość zaludnienia wynosiła 64 osoby/km² (wśród 1815 gmin Dolnej Normandii Brouains plasuje się na 648. miejscu pod względem liczby ludności, natomiast pod względem powierzchni na miejscu 985.).